# مارك ذهبي
المارك الذهبي كانت العملة المستخدمة في الإمبراطورية الألمانية بين عام 1873 وحتى عام 1914. ويشير مصطلح بابير مارك إلى العملة الألمانية من 4 أغسطس 1914 عندما تم التخلي عن العلاقة بين المارك والذهب.

## تاريخ
قبل توحيد ألمانيا في الإمبراطورية الألمانية، أصدرت مختلف الولايات الألمانية مجموعة متنوعة من العملات المختلفة، على الرغم من أن معظمها كان مرتبطا ب فيرنز تالر، عملة فضية تحتوي على 162⁄3 غرام من الفضة النقية. على الرغم من أن العلامة كانت مبنية على الذهب بدلاً من الفضة، إلا أنه تم استخدام سعر صرف ثابت بين فيرنز تالر والمارك من فئة 3 ماركات= 1 فيرنز تالر للتحويل. استخدم جنوب ألمانيا «قولدن» كوحدة حسابية قياسية، والتي كانت قيمتها 4-7 من فيرنز تالر، وبالتالي أصبحت قيمتها 1.71 (15⁄7) ماركات في العملة الجديدة. كانت بريمن قد استخدمت تيلر من الذهب الذي تم تحويله مباشرة إلى العلامة بمعدل واحد من ثلاث طوابق من الذهب = 3.32 (39⁄28). استخدمت هامبورغ عملتها (ماركها) الخاصة قبل عام 1873. تم استبدالها بالمارك الذهبي بمعدل 1 هامبورغ = 1.2 مارك ذهبي.